# August Saabye
August Wilhelm Saabye (7. juli 1823 Skivholme Præstegård ved Aarhus – 12. november 1916 København) var en dansk billedhugger.
Han var søn af sognepræst Erhard Saabye (1778-1851) og Susanne født Schmidt (1785-1856).
Bestemt til håndværket kom han efter sin konfirmation i gørtlerlære i København. Han besøgte som håndværkslærling Kunstakademiets tegneskoler og dristede sig til i 1845 på egen hånd at konkurrere til den Neuhausenske Præmie, uagtet han endnu ikke havde fået nogen kunstnerisk uddannelse. Opgaven var et døbefad i drevet messing med plastiske fremstillinger, for hvilket vel præmien ikke kunne tilkendes ham, men arbejdet fik ros i en skrivelse, der ved et tilfælde blev sendt til en slægtning af ham, generalkonsul Saabye. Så vel denne som Herman Wilhelm Bissen tog sig nu af ham, således at han fik farens tilladelse til at blive kunstner.
Fra dekorationsklassen gik han over til modelskolen, hvoraf han i 1849 blev elev. Nu gik han hurtig fremad; samme år vandt han den Neuhausenske Præmie for en kopi i malm efter en statue fra oldtiden, Polyhymnia, og året efter vandt han med to kvartalers mellemrum så vel den mindre som den store sølvmedalje og udstillede samtidig nogle buster. I 1851 konkurrerede han atter, men uden at vinde den, til den neuhausenske præmie med en billedstøtte af Holberg. Hverken den historiske komposition, som efter givne opgaver fordredes til guldmedaljearbejderne, eller relief behandlingen synes at have ligget for ham, for han konkurrerede tre gange (1851, 1853, 1855) uden at vinde den mindre guldmedalje. Men hans arbejder havde dog vakt så megen opmærksomhed, at han i 1855 fik rejseunderstøttelse fra indenrigsministeriet og den reiersenske fond – altså dog snarest som kunsthåndværker – og rejste til Paris for at se Verdensudstillingen 1855 og der fra til Rom, hvor han forblev til sommeren 1865, dels ved hvad han fortjente på sine arbejder, dels ved Akademiets 2årige stipendium (1859-1860).
I Rom udviklede hans kunstnerpersonlighed sig under utrættelig flid og med stedse større opgaver for øje. Ganske naturlig drog han i førstningen fordel af den færdighed i malmens behandling, som han fra håndværket sad inde med. For en mindre bronzefigur, En Fiskerdreng, vandt han for tredje gang den Neuhausenske præmie 1857, og to år efter vakte han megen opmærksomhed ved En Favn, som danser med den lille Bacchus paa Knæet, en så vel i form som i bevægelse med stort liv gennemført lille bronzegruppe (Statens Samling). Endnu en gang behandlede han et emne fra oldtidens sagnkreds som statuette i malm: Silen ridende paa et Æsel. Medens han hidtil ligesom havde søgt en støtte for sit talent i gengivelsen af kendte typer fra oldtidens kunst, frigjorde han sig nu mere og mere. Vel valgte han til sit første arbejde med legemsstore figurer et motiv fra oldtiden: Pan, som trøster Psyche med sit Fløjtespil, men hele opfattelsen havde et andet præg, nærmere beslægtet med nutidens følelsesliv. Ligesom Psyche var en ganske naturlig gengivet bedrøvet ung pige, havde også i Pan det stiliserede fantasibillede givet plads for en mere menneskelig skikkelse med et naturligere sjæleligt udtryk.
Saabye havde i 1858 i Rom ægtet Anna Pauline Hansen (1822 – 1867), datter af overretsprokurator F.F. Hansen i Vestindien (1793 – 1859), og denne begavede dame udøvede en påvirkning i religiøs retning på ham, som dog først efter nogle års forløb slog igennem i hans valg af emner. En legemsstor gruppe, Adam og Eva efter Syndefaldet, blev udført i Rom kort før hjemrejsen og vandt i 1866 den eibeschützske præmie, som han dog måtte dele med H.W. Bissen, der konkurrerede til samme præmie med sin Noah. Efter et par års ophold i hjemmet døde hans hustru, og atter to år efter ægtede han (1869) Hanne Louise baronesse Haxthausen (født 1831), Datter af Oberst M. F. Baron H. (f. 1793 d. 1874) og Hanne Bartholine født Würtzen (1794 – 1883), og var den følgende vinter i Paris med sin hustru på Det anckerske Legat. En Kain, udstillet 1872, vandt den eibeschützske præmie, og tredje gang tilkendtes den samme præmie ham i 1884 for et af de arbejder, der have vundet ham størst navn, Susanne for Raadet, som i marmor tilhører Statens Samling.
Ved siden af disse arbejder udførte Saabye allerede i 1868 en billedstøtte af maleren Nicolai Abraham Abildgaard, som tillige med tre andre billedstøtter af kunstnere smykker Akademiets festsal, i 1877 en billedstøtte i bronze i overnaturlig størrelse som mindestøtte over digteren H.C. Andersen, hvoraf navnlig den sidste ved sin smukke lighed og naturlige opfattelse af bevægelsen på en værdig måde bevarer erindringen om den en gang så kendte skikkelse. Af religiøse billedstøtter modellerede han i 1875 en David og omkring 1889 en billedstøtte i overnaturlig størrelse af Petrus, udført i zink til Frederikskirken. Hans sidste større værk er Lady Macbeth som Søvngængerske, udstillet 1891 og derefter udført i marmor til Statens Samling (1894). Ved sin grundige naturopfattelse og sin omhyggelige udførelse har Saabye de bedste forudsætninger som portrættør, og buster som J.P.E. Hartmanns, Jul. Thomsens, Fr. Hammerichs og en mængde, der tilhører privatlivet, vidne om hans kærlighedsfulde opfattelse og sikre gengivelse. De samme fortrin vise sig i hans portrætmedaljoner, hvoriblandt de to legatstiftere godsejer Wolfs for udstillingsfonden og grosserer Joh. P. Hansens for Akademiet samt Julius Thomsens medaljon, der af Gunnar Jensen blev udført som medalje (1895).
Saabye blev 1871 medlem af Kunstakademiet, 1887 medlem af Akademiraadet, 1888 lærer i billedhuggerkunst i den med Akademiet forbundne kunstskole for kvinder og tilkendtes i 1891 ved jubilæumsudstillingen i Berlin guldmedalje af 2. klasse, senere i München og i Paris en 1. guldmedalje, alle for statuen Susanne for Raadet. Han var Ridder af Dannebrog og Dannebrogsmand.